# Rio Shingwidzi
Rio Shingwidzi ou Rio Singuédzi é um rio que nasce na África do Sul e desagua no Rio dos Elefantes já em Moçambique.

## Componentos de Rio Shingwidzi em África do Sul
- Rio Bububu
- Rio Mandzoro
- Rio Mphongolo
- Rio Shisha
- Rio Phugwane
- Rio Gole
- Rio Dzombo
- Rio Tshamidzi